# Heteraneflus castaneus
Heteraneflus castaneus är en skalbaggsart som beskrevs av Chemsak och Linsley 1963. Heteraneflus castaneus ingår i släktet Heteraneflus och familjen långhorningar. Inga underarter finns listade i Catalogue of Life.